# Апанасович, Владимир Владимирович
Влади́мир Влади́мирович Апана́сович (бел. Апана́савіч Уладзі́мір Уладзі́міравіч, род. 6 ноября 1951 г., дер. Стахово, Столинский район, Брестская область) — специалист в области моделирования сложных процессов и систем, математического моделирования, прикладной информатики, инициатор создания и организатор Института бизнеса и менеджмента технологий БГУ. Директор ИБМТ БГУ с момента его основания в 1996 году. Профессор кафедры системного анализа и компьютерного моделирования ИБМТ БГУ. Кандидат физико-математических наук (1981), доцент (1983), доктор физико-математических наук (1991), профессор (1993).

## Биография
Родился 6 ноября 1951 г. в деревне Стахово Столинского района Брестской области. В 1968 году поступил и в 1973 году с отличием окончил Белорусский государственный университет по специальности «Радиофизика и электроника». После окончания университета был распределен на работу на факультет радиофизики и электроники БГУ. Вначале работал научным сотрудником, затем доцентом и профессором кафедры информатики, а в 1994 году возглавил кафедру системного анализа и компьютерного моделирования.
Апанасович В.В (недоступная ссылка). в 1981 году защитил кандидатскую диссертацию, а в 1991 году — докторскую. В 1983 году ему было присвоено ученое звание доцента, а в 1993 году — профессора.
С 1996 года является директором ИБМТ БГУ.

## Научная, педагогическая и другая деятельность
К настоящему времени им опубликовано более 320 научных и научно-методических работ, среди которых одна монография и два учебных пособия. Под его научным руководством восемь аспирантов защитили кандидатские диссертации. Апанасович В. В. руководит научными проектами, которые входят в международные и республиканские программы научных исследований.
Профессор Апанасович В. В. является известным специалистом в области моделирования сложных процессов и систем. Под его руководством и при его непосредственном участии разработан дискретно-событийный подход к построению динамических моделей стохастических систем, созданы уникальные методы, алгоритмы и программные средства моделирования и анализа случайных процессов в системах различного назначения. Фундаментальные результаты, полученные в данной области, получили широкую известность как в Беларуси, так и за рубежом.
Апанасович В. В. внес заметный вклад в развитие прикладной информатики в Республике Беларусь.
Под руководством профессора Апанасовича В.В Институт бизнеса и менеджмента технологий БГУ прошёл чрезвычайно результативный путь своего становления: в настоящее время институт имеет статус вуза и является лидером бизнес-образования в Республике Беларусь. В институте сформирован творческий коллектив высококвалифицированных преподавателей и сотрудников, который способен реализовывать масштабные образовательные проекты международного уровня по подготовке, переподготовке и повышении квалификации специалистов. Министерство образования определило институт в качестве головного учреждения при создании единой системы бизнес-образования, направленной на переподготовку и повышение квалификации руководящих работников и специалистов государственных предприятий.
Является председателем Ассоциации бизнес-образования, руководит секцией учебно-методического объединения вузов Республики Беларусь по образованию в области управления. Он возглавляет Оргкомитет ежегодной Международной научно-практической конференции «Актуальные проблемы бизнес-образования». Является членом Американского института инженеров по электротехнике и электронике (IEEЕ).
Профессор Апанасович В. В. активно занимается педагогической деятельностью. Он читает лекции, руководит магистрантами и аспирантами. Апанасович В. В. широко использует активные методы обучения и пропагандирует их в своих публикациях, на конференциях и методических семинарах как университетского, так и международного уровня. Созданная под руководством профессора Апанасовича В. В. информационная система администрирования и электронного обучения внедрена в учебный процесс института.
Апанасович В. В. явился инициатором установления широких научных и академических связей с зарубежными университетами. Это сотрудничество существенно усиливает уровень проводимых научных исследований, предоставляет уникальные возможности для организации стажировок студентов, магистрантов и аспирантов, а также повышения квалификации преподавателей и сотрудников БГУ.

## Награды и премии
Неоднократно награждался грамотами Министерства образования и БГУ.
- Нагрудный знак «Отличник образования Республики Беларусь»
- Медаль Франциска Скорины